# Каррашсалан, Жуан
Жуан Виегаш Каррашсалан (порт. João Viegas Carrascalão; 11 августа 1945, Ликиса — 18 февраля 2012, Дили) — восточнотиморский политик, один из основателей Тиморского демократического союза (УДТ). Активный участник политической борьбы в процессе деколонизации Восточного Тимора, противник ФРЕТИЛИН. В период индонезийской оккупации находился в эмиграции. В 2000—2001 — министр инфраструктуры Восточного Тимора, в 2002—2012 — председатель УДТ. Посол Восточного Тимора в Южной Корее.

## Происхождение, образование, взгляды
Родился в семье португальского анархо-синдикалиста, затем восточнотиморского предпринимателя и политика Мануэла Каррашсалана-старшего. Окончил среднюю школу в Дили. Продолжал образование за границей: в Анголе получил специальность геодезиста и землемера, в Швейцарии — картографа.
Вернувшись в Португальский Тимор, Жуан Каррашсалан прошёл службу в португальских войсках (среди сослуживцев был Николау Лобату). возглавлял географическое ведомство колониальной администрации. Придерживался правых консервативных взглядов, был убеждённым сторонником португальского колониального присутствия в Восточном Тиморе.

## В столкновениях 1974—1975
После Революции гвоздик 25 апреля 1974 года новые власти Португалии начали процесс предоставления независимости португальским колониям. Деколонизация коснулась и Восточного Тимора. Наибольшей поддержкой населения пользовалось леворадикальное марксистское движение ФРЕТИЛИН, выступавшее за ускоренное обретение независимости. Антикоммунист Жуан Каррашсалан был решительным противником такой перспективы.
11 мая 1974 Жуан Каррашсалан вместе с братьями Мануэлом и Мариу инициировал создание партии Тиморский демократический союз (УДТ). Программа УДТ была ориентирована на федерацию Португалии и Восточного Тимора. Такая позиция должна была гарантировать и от установления прокоммунистического режима ФРЕТИЛИН, и от индонезийской аннексии.
К началу 1975 стала очевидной необратимость деколонизации. В этих условиях руководство УДТ поддержало требование независимости (с поэтапным переходным периодом) и вступило в коалицию с ФРЕТИЛИН. Расчёт делался на стимулирование умеренных тенденций ФРЕТИЛИН — этому способствовало то, что Жуан Каррашсалан был женат на Розе Марии Рамуш-Орте, младшей сестре одного из лидеров ФРЕТИЛИН Жозе Рамуш-Орты.
В июле 1975 года делегация УДТ, включая Жуана Каррашсалана, провела в Джакарте переговоры с генералом Али Муртопо, который предупредил, что Индонезия не допустит прихода коммунистов к власти в Восточном Тиморе. Коалиция ФРЕТИЛИН—УДТ распалась. В августе 1975 года УДТ, опираясь на полицию, захватил власть в Дили. Многие активисты ФРЕТИЛИН подверглись репрессиям. Организатором переворота был именно Жуан Каррашсалан.
ФРЕТИЛИН при поддержке военных гарнизонов нанёс контрудар. В вооружённом столкновении УДТ потерпел поражение. Лидеры бежали в Индонезию. Дабы избежать установления в независимом государстве однопартийного марксистского режима ФРЕТИЛИН, председатель УДТ Франсишку Шавьер Лопеш да Круш повёл переговоры с индонезийскими военными и вступил в альянс с проиндонезийской партией АПОДЕТИ. 7 декабря 1975 началось вторжение индонезийских войск. Был установлен режим индонезийской оккупации. Восточный Тимор стал 27-й провинцией Индонезии.

## В эмиграции
Жуан Каррашсалан не принял оккупационного режима. Он уехал в Португалию, затем вместе с семьёй перебрался в Австралию. Жил в Сиднее, работал геодезистом в Новом Южном Уэльсе. Выступал против оккупации Восточного Тимора, в том числе в комитете по деколонизации ООН. Поддерживал связь со старшим братом Мариу Каррашсаланом, который в 1983—1992 был губернатором Восточного Тимора и снабжал его необходимой информацией.

## В политике при независимости
В 1999, после отставки президента Сухарто, новые власти Индонезии согласились на самоопределение Восточного Тимора. Был проведён референдум, на котором значительное большинство избирателей высказались против пребывания Восточного Тимора в составе Индонезии. В ходе террора проиндонезийских формирований погиб Мануэлито — сын Мануэла Каррашсалана-младшего, племянник Жуана Каррашсалана. Насилие было пресечено вводом миротворческих сил, включая австралийский контингент.
Жуан Каррашсалан вернулся в Восточный Тимор вместе с австралийцами. Администрация ООН назначила его министром инфраструктуры в переходном правительстве. Каррашсалан курировал восстановительные работы. В 2001 он ушёл в отставку, чтобы принять участие в парламентских выборах и занял пост председателя УДТ.
На выборах 2001 года УДТ получил 2,4 % голосов и 2 мандата из 88. После этого партия не имела представительства в парламенте. В 2007 Жуан Каррашсалан баллотировался в президенты Восточного Тимора, но собрал немногим более 1,7 %. Во втором туре Каррашсалан поддержал Жозе Рамуш-Орту.
В октябре 2009 президент Жозе Рамуш-Орта назначил Жуана Каррашсалана послом Восточного Тимора в Южной Корее.
Скончался Жуан Каррашсалан от сердечного приступа в возрасте 66 лет.

## Семья
Жуан Каррашсалан имел сына, дочь и шестерых внуков.